# الحريق الكبير 1910
كان الحريق الكبير لعام 1910 (والذي يُشار إليه أيضًا باسم الانفجار الكبير، أو حريق الشيطان) بمثابة حريق هائل في غرب الولايات المتحدة أدى إلى حرق 3,000,000 أكر (4,700 ميل2؛ 12,100 كـم2) في شمال أيداهو وغربي مونتانا، مع امتدادات لواشنطن الشرقية وجنوب كولومبيا البريطانية، في صيف عام 1910. تضمنت المنطقة المحروقة أجزاء كبيرة من الغابات.
اشتعلت النيران على مدار يومين في عطلة نهاية الأسبوع من 20-21 أغسطس، بعد أن تسببت رياح القوية في اندماج العديد من الحرائق الصُغرى في عاصفة نارية بحجم غير مسبوق. قتل 87 شخصًا، معظمهم من رجال الإطفاء، ودمرت العديد من المباني المصنوعة بشرياً، بما في ذلك العديد من البلدات بأكملها، وفقدت أكثر من ثلاثة ملايين فدان من الغابات بقيمة مليار دولار من الأخشاب. يُعتقد أنه أكبر حريق غابات في تاريخ الولايات المتحدة، رغم أنه ليس الأكثر من ناحية الاستنزاف. كانت المساحة المحروقة واسعة النطاق تقريبًا بحجم ولاية كونيتيكت.
في أعقاب الحريق، تلقت دائرة الغابات الأمريكية تقديراً كبيراً لجهود مكافحة الحرائق، وكان أحد أوجه التقدير مضاعفة ميزانيتها من الكونغرس الأمريكي. وكانت النتيجة هي تسليط الضوء على رجال الإطفاء كأبطال عامين مع زيادة الوعي العام بحفظ الطبيعة الوطنية. غالبًا ما يُعد الحريق حافزًا كبيرًا في تطوير استراتيجيات الوقاية من الحرائق المبكرة وإخمادها.

## الأصل
ساهم عدد كبير من المشكلات في التدمير الذي سببته النيران العظيمة عام 1910. بدأ موسم الهشيم في وقت مبكر من ذلك العام لأن شتاء 1909-1910 وربيع وصيف 1910 كانت جافة للغاية، والصيف حار بما فيه الكفاية ليتم وصفها بأنها «لا مثيل لها». نتج عن الجفاف غابات كانت تعج بالوقود الجاف، الذي نشأ في السابق على رطوبة وفيرة في الخريف والشتاء. تم إشعال مئات الحرائق بسبب الأسطوانات الساخنة التي تنبعث من القاطرات والشرر والصواعق. بحلول منتصف أغسطس، كان هناك ما بين 1000 إلى 3000 حريق مشتعل في ولاية أيداهو ومونتانا وواشنطن.

## الانفجار الكبير
20 أغسطس (السبت) أهبت رياح بقوة الإعصار إلى الشمال الغربي الداخلي، مما أدى إلى مئات الحرائق الصغيرة. كان مثل هذا الحريق مستحيلاً؛ كان هناك عدد قليل جدا من الرجال والإمدادات. كانت دائرة الغابات في الولايات المتحدة (التي كانت تسمى آنذاك الخدمة الوطنية للغابات) تبلغ من العمر خمس سنوات فقط في ذلك الوقت وهي غير مهيأة لإمكانيات الصيف الجاف أو حريق بهذا الحجم، بالرغم من أنه طوال الصيف كانت تجند بشكل عاجل أكبر عدد ممكن من الرجال لمحاربة مئات الحرائق المشتعلة بالفعل، والكثير منهم ذو خبرة قليلة في مجال الحراجة أو مكافحة الحرائق. في وقت سابق من أغسطس، أذن الرئيس وليام هوارد تافت بإضافة قوات عسكرية إلى هذا الجهد، وتم جلب 4000 جندي، من بينهم سبع شركات من فوج المشاة الخامس والعشرين في الجيش الأمريكي (المعروف باسم جنود بافالو) للمساعدة في مكافحة الحرائق.
وقيل إن الدخان الناتج عن الحريق شوهد في أقصى الشرق مثل ووترتاون، نيويورك، وجنوبًا مثل دنفر، كولورادو. أفيد أنه في الليل، 500 ميل (800 كـم) اتجاهاً في المحيط الهادي، لم تتمكن السفن من التجول بواسطة النجوم لأن السماء كانت غائمة بسبب الدخان.
يمكن أن تعزى الحرارة الحارقة الشديدة للتسرب المفاجئ إلى غابات الصنوبر الغربية الفسيحة التي كانت تغطي الكثير من شمال ولاية أيداهو في ذلك الوقت. غرقت الهيدروكربونات الموجودة في النسغ الراتينجية للأشجار وأحدثت سحابة من الغاز شديد الاشتعال الذي غطى مئات الأميال المربعة، ثم انفجر تلقائيًا عشرات المرات، في كل مرة أرسل ألسنة من اللهب آلاف الأقدام إلى السماء وخلق موجة من النار التي دمرت أي شيء وكل شيء في طريقها.

## رجال الإطفاء
قُتل ما لا يقل عن 78 من رجال الإطفاء أثناء محاولتهم السيطرة على الحريق، إضافةُ إلى رجال الإطفاء الذين لقوا حتفهم بعد أن تسبب الدخان في تلف رئتيهم.

## بعد الحريق

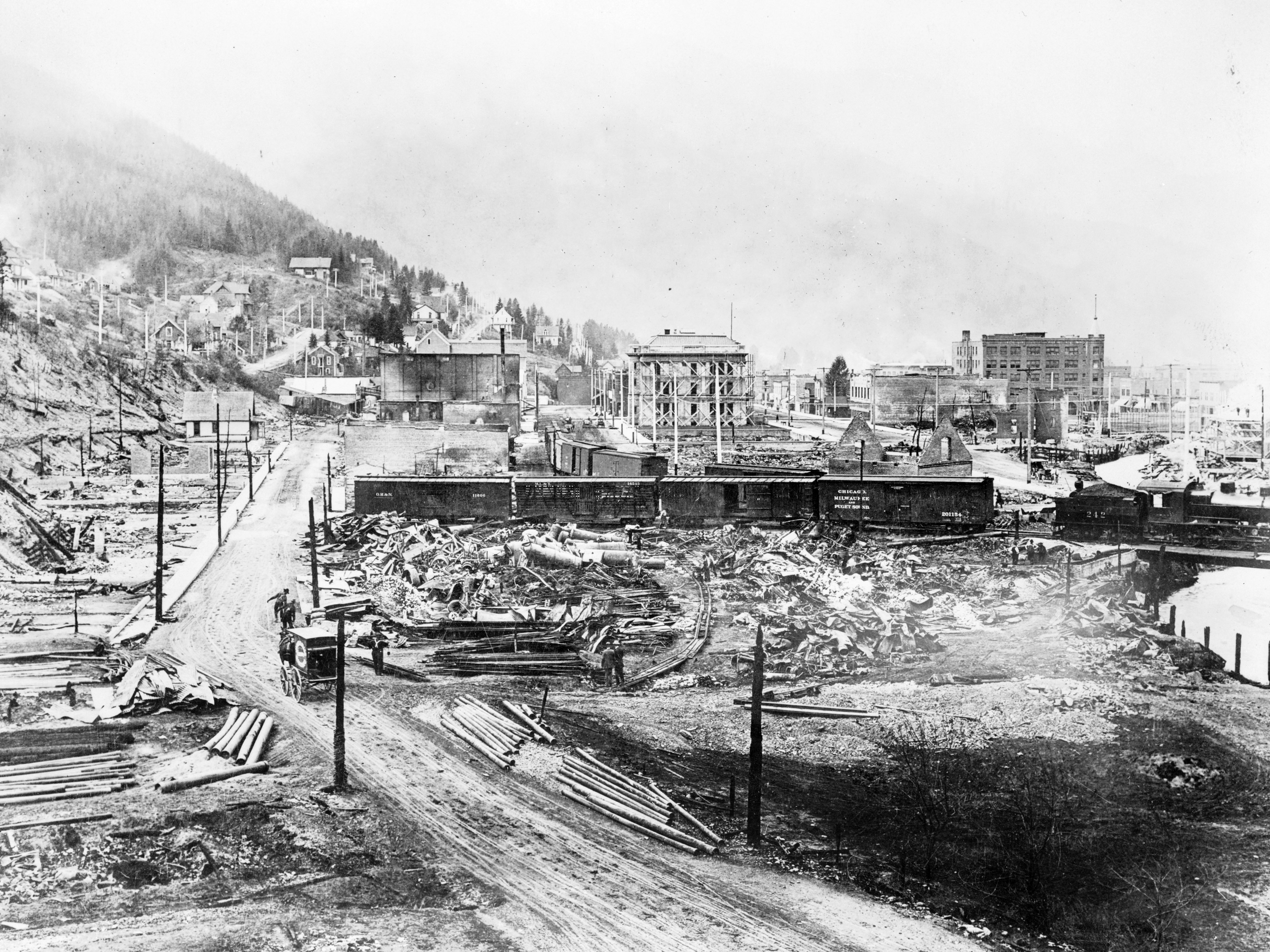
والاس بعد الانفجار الكبير

تم اخماد الحريق في النهاية المطاف عندما اجتاحت هبوب باردة، مما تسبب في هطول أمطار ثابتة وبعض تساقط الثلوج في وقت مبكر. تم تدمير العديد من المدن بالكامل بسبب الحريق.
في ولاية ايداهو، تم حرق ثلث بلدة والاس على الأرض، مع ما يقدر بمليون دولار من الأضرار. قامت قطارات الركاب بإجلاء الآلاف من سكان والاس إلى سبوكان وميسولا. لجأ قطار آخر على متنه 1000 شخص من أفيري إلى نفق بعد سباق مع النيران عبر ممر محترق. وشملت المدن الأخرى التي لحقت بها أضرار جسيمة منها؛ بورك، كيلوغ، موراي، وأوزبورن، وكلها في أيداهو. تم إنقاذ بلدات أفيري، سالتيس، وكذلك جزء كبير من والاس، بنتائج عكسية.